# Gleby szkieletowe
Gleby szkieletowe - gleby zawierające znaczny - 60% i wyżej - procent części szkieletowych (żwiru - 2-75 mm i kamieni - ponad 75 mm średnicy). Do gleb szkieletowych należy większość gleb górskich, a także rędziny. Gleby takie są trudniejsze w uprawie od gleb bezszkieletowych, zawierających wyłącznie części ziemiste.